# Marminiac
Marminiac is een gemeente in het Franse departement Lot (regio Occitanie) en telt 318 inwoners (1999). De plaats maakt deel uit van het arrondissement Cahors.

## Geografie
De oppervlakte van Marminiac bedraagt 23,6 km², de bevolkingsdichtheid is 13,5 inwoners per km².
De onderstaande kaart toont de ligging van Marminiac met de belangrijkste infrastructuur en aangrenzende gemeenten.

## Demografie
Onderstaande figuur toont het verloop van het inwonertal (bron: INSEE-tellingen).